# المعصرة (أسيوط)
قرية المعصرة هي إحدى القرى التابعة لمركز الفتح في محافظة أسيوط في جمهورية مصر العربية. حسب إحصاءات سنة 2006، بلغ إجمالي السكان في المعصرة 15470 نسمة، منهم 7993 رجل و7477 امرأة. من أكبر عائلات قريه المعصرة عائلة (آل عطية ).